# Chromis nitida
Espèce
Synonymes
- Tetradrachmum nitidum Whitley, 1928[1]

Chromis nitida est un poisson de la famille des Pomacentridae.

## Répartition
Chromis nitida est endémique des côtes australiennes, de la grande barrière de corail jusqu'à l'île Lord Howe et Sydney. Ce poisson se rencontre à une profondeur allant de 5 à 25 m.

## Description
La taille maximale connue pour Chromis nitida est de 70 mm.

## Étymologie
Son nom spécifique, du latin nitida, « élégant », allusion non expliquée mais probablement en rapport avec sa livrée composée d'une ligne diagonale sombre s'étendant de l’œil jusqu'à la pointe postérieure de sa nageoire dorsale et de son dos brun jaune.

## Publication originale
- (en) Whitley, 1928 : Studies in ichthyology. No. 2. Records of the Australian Museum, vol. 16, n. 4, p. 211-239[4] (téléchargement).